# Harry Barge
Charles Augustus Henry (Harry) Barge (uitspraak: Bàrzje) (Amsterdam, 2 november 1844 - Voorburg, 25 september 1919) was een Nederlands advocaat, rechter, gouverneur en politicus uit de Rooms-katholieke stroming (de RKSP was nog niet opgericht).

## Familie en jeugd
Harry Barge stamt uit een Amsterdamse handelsfamilie, die vrij betrokken was bij de Nederlandse politiek. Frederic Joseph Maria Anton Reekers (veertig jaar volksvertegenwoordiger) was zijn zwager, Ton Barge was zijn neef en zijn broer was getrouwd met de zus van Bernardus Marie Bahlmann, allemaal tevens katholieke volksvertegenwoordigers. Harry's vader was fabrikant in Manchester, eigenaar van een handelsfirma in Amsterdam en reder.
Na het voltooien van de gymnasiumopleiding aan het Sint Willibrordus College ging Barge studeren aan het Athenaeum Illustre in Amsterdam, maar stapte later over naar de universiteit van Leuven voor zijn doctorale studie Rechten, en promoveerde aan de hogeschool te Leiden in Romeins en hedendaags recht in 1872.
Na zijn afstuderen werd Barge advocaat in zijn woonplaats Nijmegen.

## Politiek en Rechter
In 1875 werd Barge gekozen in de gemeenteraad van Nijmegen, waar hij tot 1880 lid zou blijven. In 1877 en 1879 werd hij in de Tweede Kamer der Staten-Generaal gekozen. Hij sprak daar vooral over onderwijs, en een enkele maal over scheepvaart.

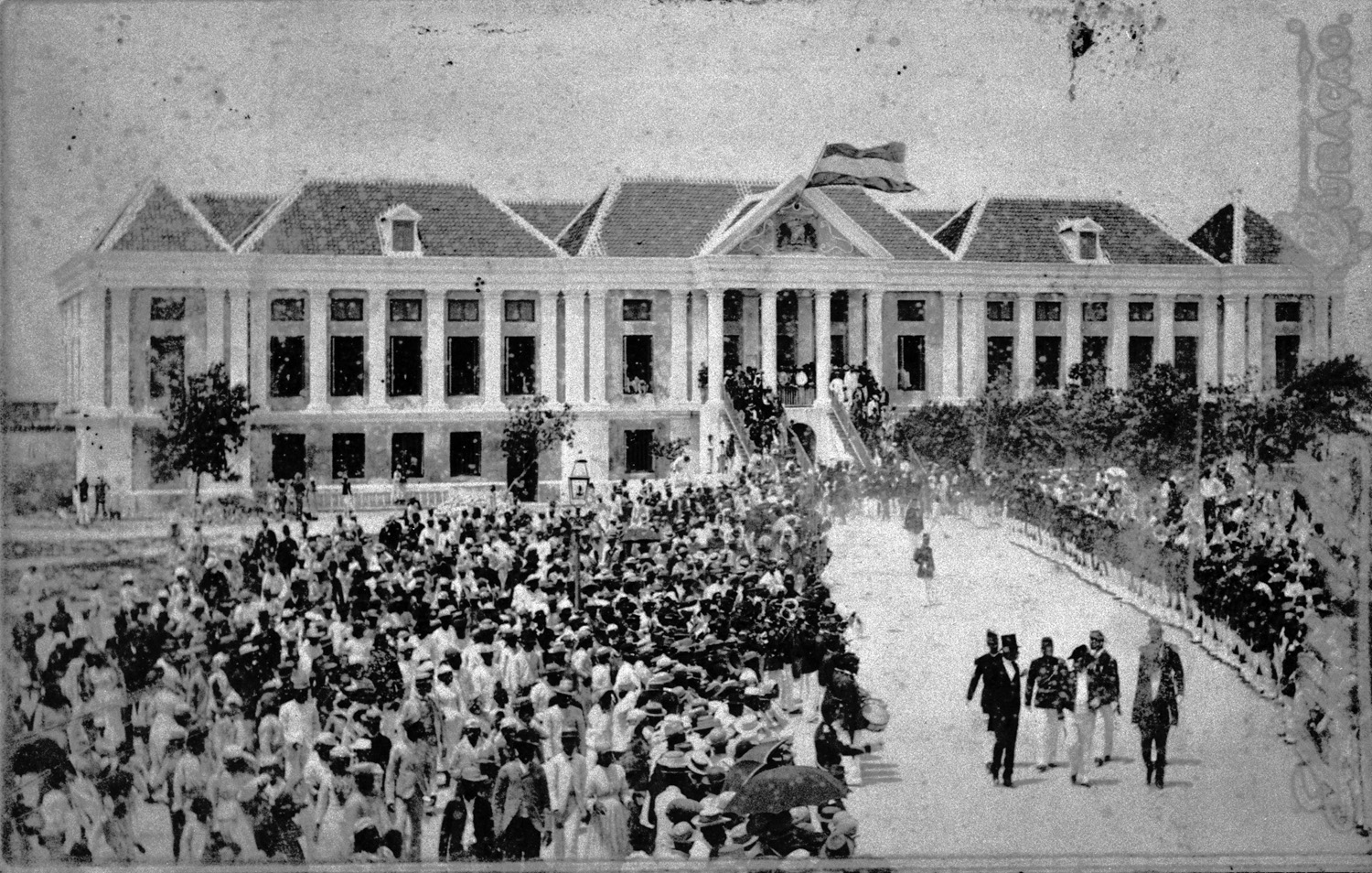
Menigte bij het stadhuis van Willemstad na bestuursoverdracht aan gouverneur Barge

In 1880 vertrok hij naar Curaçao om daar lid en voorzitter te worden van het Hof van Justitie. In 1890 werd hij benoemd tot gouverneur van Curaçao en Onderhorigheden, wat hij tot 1901 zou blijven. Hij keerde toen terug naar continentaal Nederland, en stelde zich verkiesbaar voor de Tweede Kamer in het kiesdistrict Rotterdam III. Hij werd echter na herstemming verslagen door Joor Bastiaan Verheij (LU). In 1909 werd hij wel tot lid gekozen in de Eerste Kamer der Staten-Generaal, namens de provincie Overijssel. Hij sprak slechts eenmaal in de Kamer tijdens zijn vierjarig lidmaatschap, bij de behandeling van de Indische begroting. Hij was voorzitter van de Commissie voor de Verzoekschriften maar was veelvuldig afwezig wegens privébelangen in het buitenland. Per de eerste vergadering van het vergaderjaar 1913-1914 trad hij om die reden uit de Kamer. Van 1913 tot 1916 was hij nog wel lid van de Provinciale Staten van Overijssel.
In 1894 is Barge benoemd tot Ridder in de Orde van de Nederlandse Leeuw. Ook is hij benoemd tot Grootofficier in de Orde van Simon Bolivar en tot Commandeur in de Orde van de Kroon van Italië.